# Hedyotis viscida
Hedyotis viscida är en måreväxtart som beskrevs av Richard Henry Beddome. Hedyotis viscida ingår i släktet Hedyotis och familjen måreväxter. Inga underarter finns listade i Catalogue of Life.